# Dzongkha
Dzongkha neboli bhútánština (tibetsky též dzongkä) je národní jazyk Bhútánského království. Slovo „dzongkha“ vyjadřuje, že jde o jazyk (kha, ཁ་) používaný v dzongách (རྫོང་) – opevněných klášterech vystavěných Shabdrungem Ngawangem Namgyelem v 17. století.
Dzongkha má podobný vztah k moderní tibetštině jako například španělština k italštině; oba jazyky již ztratily vzájemnou srozumitelnost, ale sdílejí společného předka, jenž je stále užíván v liturgické oblasti. Tak jako římskokatoličtí kněží ve Španělsku a Itálii studují latinu, tibetští a bhútánští mniši studují posvátný jazyk tibetského buddhismu, klasickou tibetštinu; v Bhútánu je tento jazyk označován čhöke.
Jazyk dzongkha a jeho dialekty jsou mateřským jazykem obyvatel osmi západních distriktů Bhútánu:
- Punakha
- Thimphu
- Gasa
- Paro
- Ha
- Dhakana
- Čhukha

Skupiny mluvčích žijí také v blízkosti indického města Kalimpong, jež bylo dříve taktéž součástí země, ale nyní náleží indickému státu Západní Bengálsko. Výuka jazyka je povinná ve všech bhútánských školách a jazyk je lingua franca v okresech na jihu a východu země, kde jako převažující nefiguruje.
Lingvisticky dzongkha náleží do tibetobarmské větve jazyků sinotibetské jazykové rodiny. Je blízce příbuzný národnímu jazyku někdejšího Sikkimského království, sikkimštině, a dalším bhútánským jazykům:
- Čhoča-ngača (khyod ca nga ca kha)
- Brokpa (me rag sag steng 'brog skad)
- Brokkat (dur gyi 'brog skad)
- Laka (la ka)

Moderní tibetština náleží do jiné jazykové podvětve.
Dzongkha se obvykle zapisuje bhútánskou formou tibetského písma známého jako Džoji (mgyogs yig) a Džocchum (mgyogs tshugs ma). Mimo Bhútán se tento jazyk vyskytuje jen vzácně.

## Příklady

### Číslovky
| Číslice | Dzongkha | Transliterace | Česky |
| ༡       | གཅིག      | či            | jeden |
| ༢       | གཉིས      | ňi            | dva   |
| ༣       | གསུས      | sum           | tři   |
| ༤       |          | ži            | čtyři |
| ༥       |          | nga           | pět   |
| ༦       |          | du            | šest  |
| ༧       |          | dün           | sedm  |
| ༨       |          | gje           | osm   |
| ༩       |          | gu            | devět |
| ༡༠      |          | ču tham       | deset |

## Užitečné fráze
| Dzongkha           | Česky               |
| ku zu zang po      | Ahoj!               |
| khyö ga dé bé yö   | Jak se máš?         |
| nga lek shom bé yö | Jsem dobrý.         |
| khyö?              | Ty?                 |
| trik tri chik      | V pořádku.          |
| lok shül lé jel ge | Uvidíme se později. |
| ya ya              | Dobře.              |

## Vzorový text

### Všeobecná deklarace lidských práv
| dzongkha      | འགྲོ་བ་མི་རིགས་ག་ར་དབང་ཆ་འདྲ་མཏམ་འབད་སྒྱེཝ་ལས་ག་ར་ གིས་གཅིག་གིས་གཅིག་ལུ་སྤུན་ཆའི་དམ་ཚིག་བསྟན་དགོ།                                                             |
| transliterace | ’Gro-ba-mi-rigs-ga-ra-dbaṅ-cha-’dra-mtam-’bad-sgyew-las-ga-ra-gis-gcig- gis-gcig-lu-spun-cha’i-dam-tshig-bstan-dgo /                       |
| česky         | Všichni lidé se rodí svobodní a sobě rovní co do důstojnosti a práv. Jsou nadáni rozumem a svědomím a mají spolu jednat v duchu bratrství. |